# Le Régime du singe
Le Régime du singe (titre original : The Monkey Treatment) est le titre d'une nouvelle de George R. R. Martin, parue pour la première fois en octobre 1983 dans le magazine The Magazine of Fantasy & Science Fiction. Cette nouvelle fait partie du recueil original Songs the Dead Men Sing, regroupant neuf histoires de Martin, publié en octobre 1983.
La nouvelle n'a été traduite et publiée en français qu'en juillet 2012 dans la revue Bifrost parue aux éditions Le Bélial'. Elle est incluse par la suite dans le recueil La Fleur de verre, regroupant sept histoires de Martin, publié le 17 septembre 2014 aux éditions ActuSF. 

## Résumé
Depuis qu'il est tout petit, Kenny Dorchester n'aime rien de plus que manger. Au fur et à mesure des années, il a donc fait le tour de tous les restaurants de sa ville, puis de son pays, ce qui l'a inévitablement amené à devenir très gros. Mais Kenny déteste être gros, car cela l'empêche de rencontrer une femme.
Alors, quand il croise son ami Henry Moroney dans le restaurant qui propose des travers de porc à volonté tous les vendredis, et qu'il voit que celui-ci est devenu extrêmement maigre alors qu'il était auparavant encore plus gros que lui, Kenny ne peut s'empêcher de lui demander son secret...

## Prix littéraires
- La nouvelle a remporté le prix Locus de la meilleure nouvelle longue 1984.